# Charles Henri Armand Julien
Pour les articles homonymes, voir Julien (nom de famille).
Charles Henri Armand Julien, né le 18 mars 1764 à Versailles et décédé le 17 août 1836 à Épinay-sur-Seine, est un homme politique français.

## Biographie
Propriétaire, il est maire d'Épinay-sur-Seine de 1812 à 1837 et député de la Seine en 1815, pendant les Cent-Jours.